# Jackson (Californië)
Jackson is een plaats in Amador County in Californië in de VS.

## Geschiedenis
Jackson, genoemd naar kolonel Alden Jackson, werd gesticht in 1848. Aangezien het een belangrijke mijnplaats was het ook een stopplaats op de weg van Sacramento naar de zuidelijk gelegen mijnen. Het kamp werd een belangrijke voorraad- en transportplaats voor de omliggende dorpen en in 1850 bedroeg het bevolkingsaantal reeds een 1500 mensen.

## Geografie
De totale oppervlakte bedraagt 9,1 km² (3,5 mijl²), wat allemaal land is.

## Demografie
Volgens de census van 2000 bedroeg de bevolkingsdichtheid 438,8/km² (1135,8/mijl²) en bedroeg het totale bevolkingsaantal 3989, als volgt onderverdeeld naar etniciteit:
- 93,53% blanken
- 0,50% zwarten of Afrikaanse Amerikanen
- 1,38% inheemse Amerikanen
- 0,58% Aziaten
- 0,08% mensen afkomstig van eilanden in de Grote Oceaan
- 1,86% andere
- 2,08% twee of meer rassen
- 6,47% Spaans of Latino

Er waren 1746 gezinnen en 1023 in Jackson. De gemiddelde gezinsgrootte bedroeg 2,13.

## Geboren in Jackson
- Ernest Gallo (1909-2007), zakenman

## Plaatsen in de nabije omgeving
De onderstaande figuur toont nabijgelegen plaatsen in een straal van 24 km rond Jackson.